# Elaphoglossum haitiense
Elaphoglossum haitiense är en träjonväxtart som beskrevs av Carl Frederik Albert Christensen. Elaphoglossum haitiense ingår i släktet Elaphoglossum och familjen Dryopteridaceae. Inga underarter finns listade.